# Jeringhave

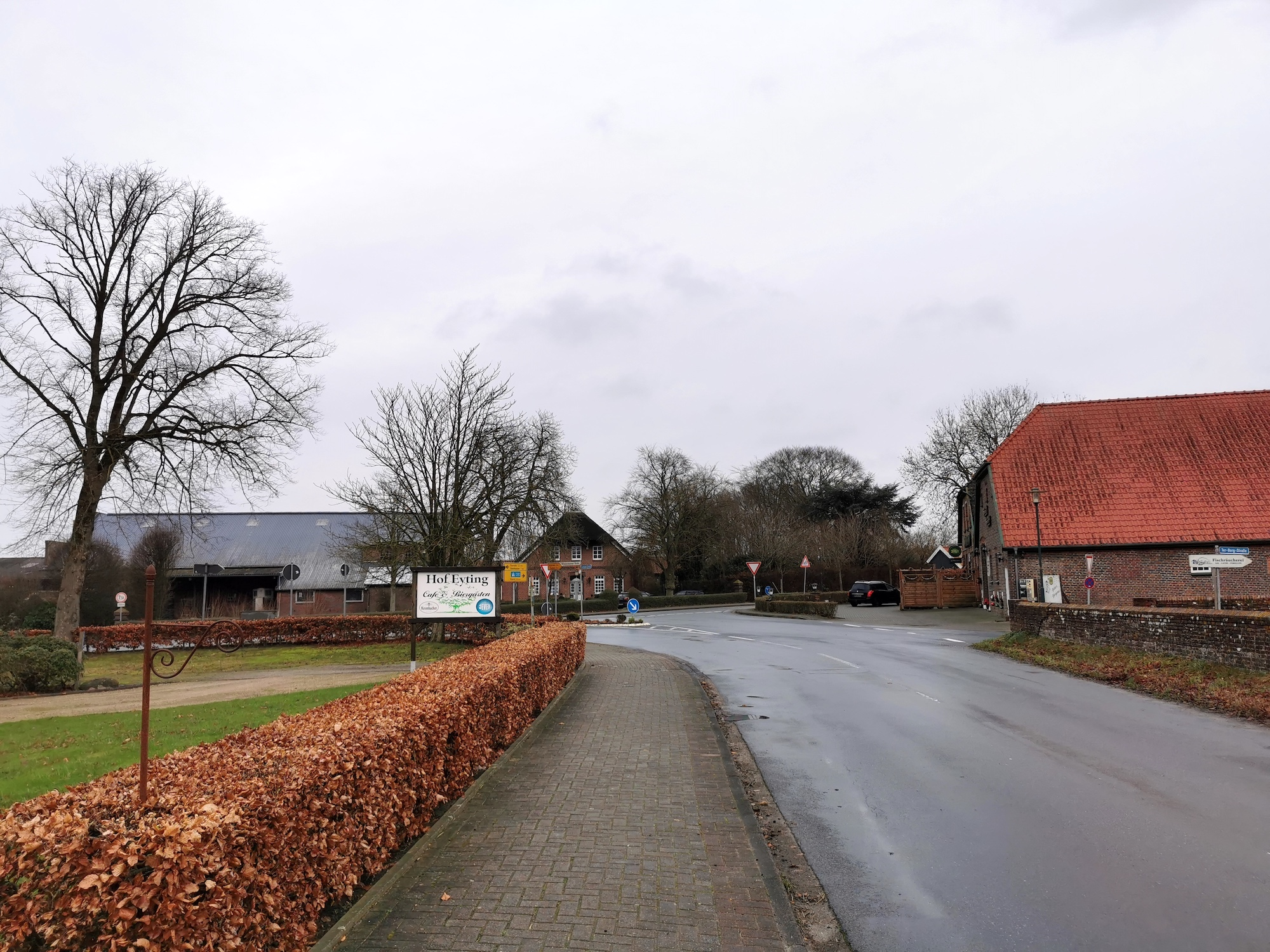
Ortsmitte von Jeringhave: Kreuzung Wilhelmshavener Straße/Rahlinger Straße

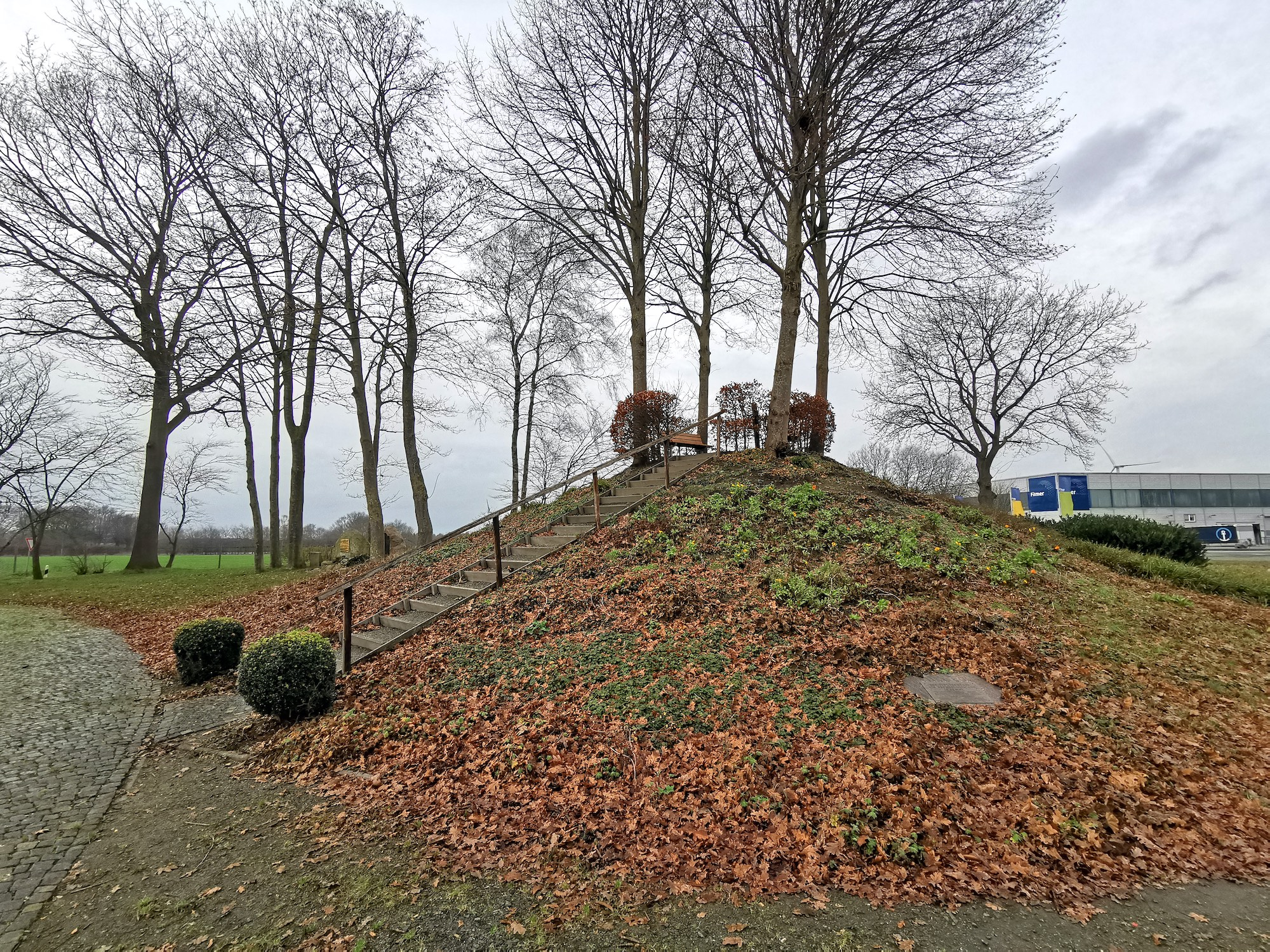
Der „Jedutenhügel“ in Jeringhave diente laut eines Gedenksteines vor Ort als nautische Landmarke, Pestkanzel, Alarmplatz und Gerichtshügel.

Jeringhave ist ein Ortsteil von Varel im Landkreis Friesland in Niedersachsen.

## Geografie und Verkehrsanbindung
Jeringhave liegt nordwestlich von Varel an der Kreisstraße K 104. Die B 437 verläuft unweit südlich und die A 29 nordöstlich. Das 66 ha große Naturschutzgebiet Driefeler Wiesen liegt nordwestlich vom Ort.

## Geschichte
Der Ort war bis zum 30. Juni 1972 Teil der Gemeinde Varel-Land.